# Mercedes-Maybach klasy S
Mercedes-Maybach klasy S – samochód osobowy klasy ultraluksusowej produkowany przez oddział Mercedes-Maybach niemieckiej marki Mercedes-Benz od 2014 roku. Od 2020 roku produkowana jest druga generacja modelu.

## Pierwsza generacja

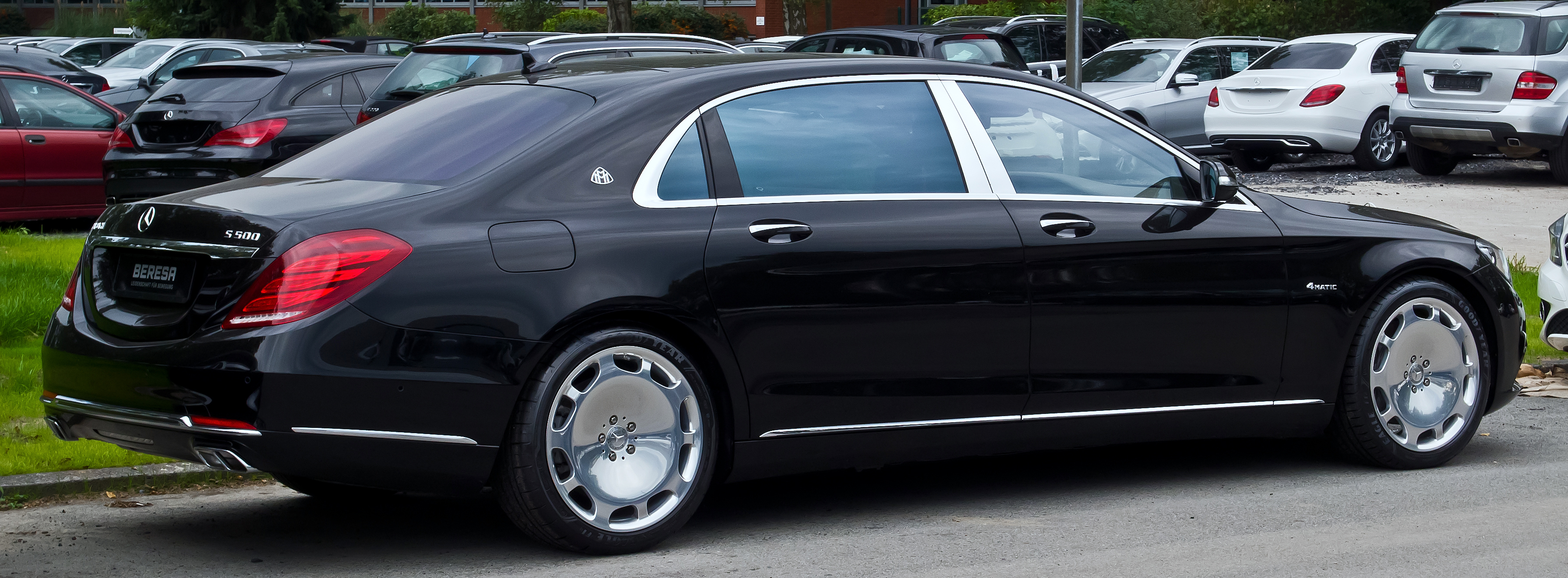
Mercedes-Maybach S (X222) - tył

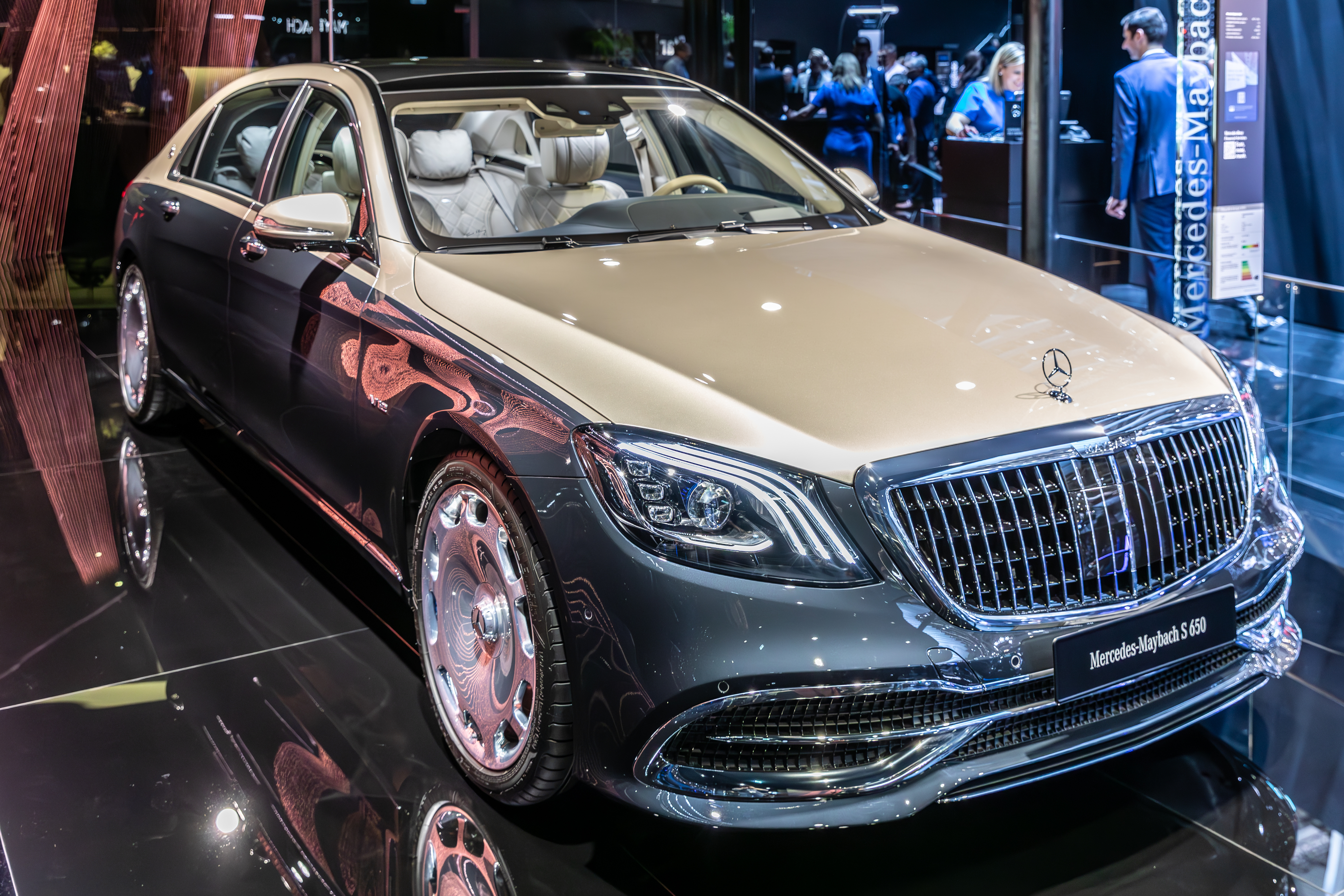
Mercedes-Maybach S (X222) po liftingu

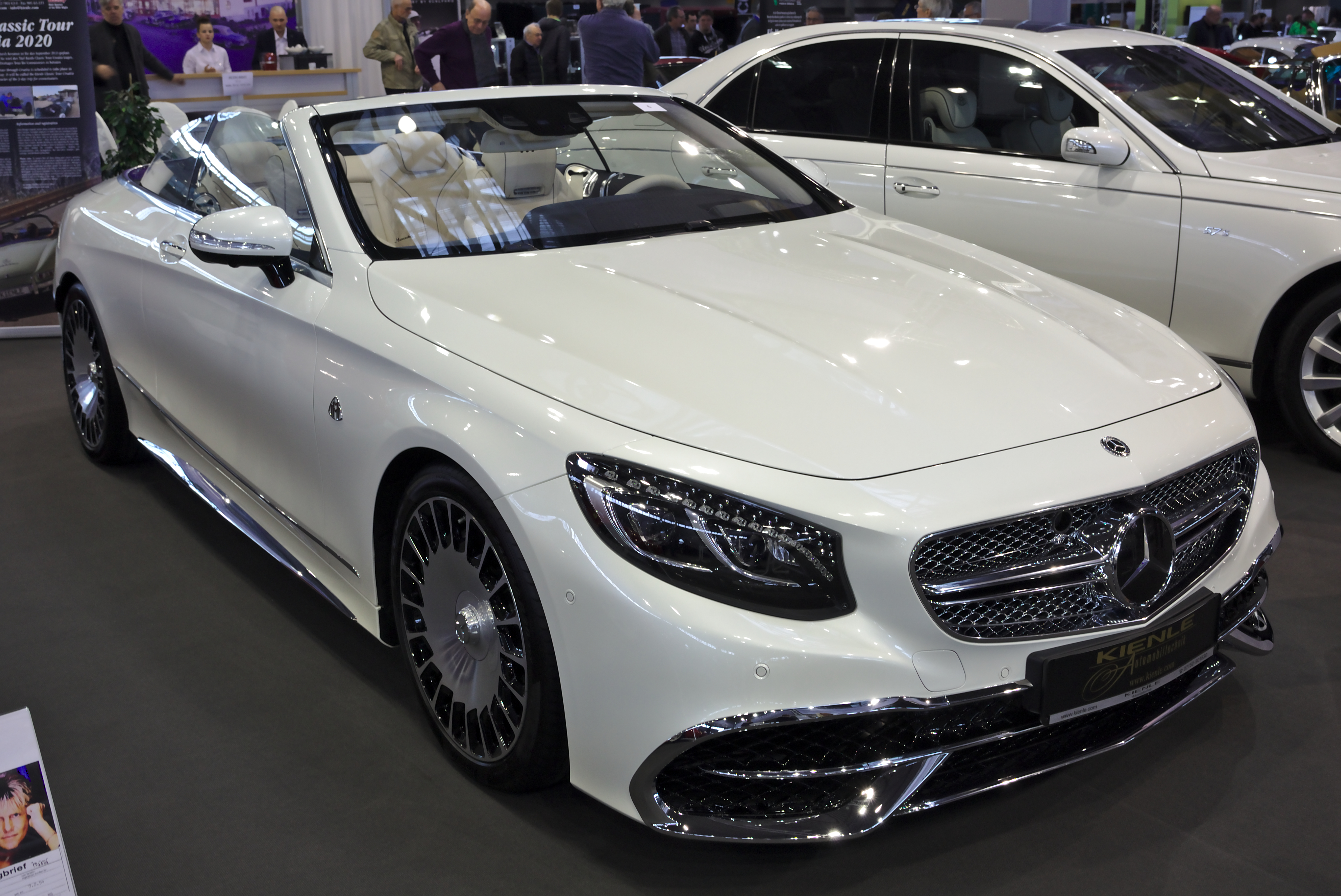
Mercedes-Maybach S 650 Kabriolet (2016) - przód

Mercedes-Maybach klasy S I został zaprezentowany po raz pierwszy w 2014 roku.
Pojazd zadebiutował na salonie w Los Angeles jako najbardziej luksusowa odmiana Mercedesa klasy S, której celem było wypełnienie luki po wcześniejszych modelach odrębnej marki Maybach.  
Samochód oparto na wersji przedłużonej klasy S; rozstaw osi to 337 cm, a długość całego auta wynosi 545 cm. Stylistycznie zmiany nie są znaczne - auto otrzymało skrócone o 6,6 cm tylne drzwi, wobec czego małą szybkę przeniesiono na słupek C.  
Mercedes-Maybach klasy S jest niezwykle bogato wyposażony i dostępny w kilku wersjach silnikowych, jako S 400 (V6, 333 KM, S 500/560 (V8, 455/469 KM), S 600 (V12, 530 KM), S 650/680 (V12, 630 KM) – zależnie od rynku.  W momencie premiery producent podkreślał, że to najcichszy samochód świata w tylnej części kabiny.  
Modelem tym koncern Daimler reaktywował markę Maybach, jednocześnie redukując ją do wersji wyposażeniowej.
W 2016 roku zaprezentowano Mercedesa-Maybacha S 650 Kabriolet, bazującego na klasie S Kabriolet, zbudowanego w niewielkiej serii 300 sztuk. Auto otrzymało jednostkę 6.0 V12 biturbo o mocy 630 KM. 

### Sprzedaż
Od chwili wprowadzenia na rynek w 2015 roku na całym świecie dostarczono ok. 60 000 egzemplarzy Mercedesa-Maybacha klasy S. W 2019 roku model znalazł rekordową liczbę nabywców – było ich ok. 12 000. W Chinach zanotował wówczas dwucyfrowe tempo wzrostu sprzedaży. Oprócz Państwa Środka głównymi rynkami zbytu limuzyny w ostatnich latach były: Rosja, Korea Południowa, USA i Niemcy.

## Druga generacja
Mercedes-Maybach klasy S II został zaprezentowany po raz pierwszy w 2020 roku.
Podczas wirtualnej premiery online zadebiutował Mercedes-Maybach klasy S drugiej generacji (oznaczenie X223). Limuzyna mierzy 547 cm długości, 192 cm szerokości i 151 cm wysokości. Rozstaw osi to 340 cm – o 18 cm więcej niż w tradycyjnej klasie S z długim rozstawem osi. 
Z zewnątrz samochód wyróżnia m.in. osłona chłodnicy z pionowymi poprzeczkami, a także specjalne emblematy. Na życzenie Mercedes-Maybach Klasy S może być wyposażony w elektrycznie sterowane komfortowe tylne drzwi. Lista opcji nowej limuzyny obejmuje także dwukolorowe malowanie z linią rozdzielającą, ręcznie nanoszoną zgodnie z najwyższymi kryteriami jakości.  
Podobnie jak w nowej klasie S z serii 223 opcjonalnie dostępne są tu innowacyjne reflektory Digital Light, które mogą "projektować" na nawierzchni symbole ostrzeżeń, np. o śliskiej nawierzchni lub robotach drogowych. Każdy reflektor Digital Light zawiera moduł świetlny z trzema niezwykle mocnymi LED-ami, które emitują światło załamywane i kierowane przez 1,3 miliona mikroluster. 
Tak jak poprzednik nowy Mercedes-Maybach klasy S wyróżnia się wyjątkowo skutecznym wygłuszeniem. To m.in. zasługa zastosowania po raz pierwszy przez Mercedesa systemu redukcji szumów (AFGK), który –  korzystając z wysokiej klasy nagłośnienia przestrzennego Burmester 4D – w razie wychwycenia niepokojących hałasów emituje z pokładowych głośników dźwięki w przeciwfazie.   
Standardowe fotele Executive i pakiet szoferski sprawiają, że tylna część kabiny może być wygodnym miejscem do pracy lub do odpoczynku. Nie brakuje tu również ekskluzywnych detali, takich jak obfite drewniane wykończenia z tyłu oparć przednich foteli oraz pomiędzy siedzeniami z tyłu. Aby zapewnić większą wygodę podróżującym z tyłu, w porównaniu z poprzednią generacją zwiększono zakres regulacji tylnych foteli, a listę opcji wzbogacono m.in. o funkcje masażu łydek oraz ogrzewanie karku i ramion dla pasażerów z tyłu. 
Tak jak w klasie S W/V223 dostępna jest skrętna tylna oś (dwa warianty do wyboru), która poprawia zwrotność w obszarze zabudowanym, zmniejszając średnicę zawracania nawet o prawie 2 metry. Tylne koła mogą być skręcane pod maksymalnym kątem 4,5° lub 10°. Zamiast 13,1 m średnica zawracania wynosi wtedy, odpowiednio, 12,2 lub 11,2 m. 

### Silniki
Gama silnikowa obejmuje odmiany S 580 (4.0 V8 biturbo, 503 KM + 20 KM z tzw. łagodnej hybrydy) oraz S 650/680 (6.0 V12 biturbo, 612 KM), obie z napędem na cztery koła 4MATIC. Tym samym Mercedes-Maybach klasy S jako jedyna wersja tego modelu będzie dostępny z silnikiem V12; nie będzie on już montowany w odmianach Mercedes-AMG. 